# إيمان يونس
إيمان يونس (1962 -) هي مغنية مصرية.

## حياتها ونشأتها
- إيمان حامد يونس جمال الدين ولدت بالقاهرة سنة 1962، حصلت على درجة الليسانس من كلية الآداب جامعة القاهرة ودرست في المعهد العالي للموسيقى.[2]
- شقيقة الممثلة إسعاد يونس[3] والدكتورة أحلام يونس التي شغلت منصب رئيسة أكاديمية الفنون.[4][5]
- والداتها المغنية والممثلة كوكب صادق.[6][7]

## مسيرتها
- عملت كمعيدة في المعهد العالي للموسيقى[8]، وتخصصت في آلة الكلارنيت[9]، شاركت مع الفنان هاني شنودة في تأسيس فرقة (المصريين) خلال حقبة السبعينات، وقدمت تلك الفرقة العديد من الأغاني الشهيرة، منها: (ماشية السنيورة، ما تحسبوش يا بنات). اعتزلت الغناء في منتصف الثمانينات من أجل التفرغ لعملها ولحياتها الأسرية، ثم أقنعها هاني شنودة بالعودة له مرة أخرى عام 2009، وكانت أولى حفلاتها بعد العودة في مكتبة الإسكندرية، واستقبلها الجمهور هناك بحفاوة شديدة.[10]
- لديها مدرسة لتعليم فنون الصوتيات إسمها إيمي ليز.[11]
- يعد من أبرز أغنيها غنائها لأغنية ما تحسبوش يا بنات إن الجواز راحة[12] والتي حظت بشعبية كبيرة في تلك الفترة الزمنية.[13]
- ألتحق بفرقة المصريين سنة 1977 وهي من أوائل الفرق المصرية التي كونها الموسيقار هاني شنودة وثلاثة من الموسيقيين في أواخر فترة السبعينيات، وحقّقت نجاحًا كبيرًا بموسيقاها الرائعة، وكلماتها البسيطة، وتميز أصوات مطربيها ومطرباتها، إلا أن الفرقة توقفت عن العمل عام 1988، وأبرز أغاني الفرقة ماشية السنيورة وماتحسبوش يا بنات ولما كان البحر أزرق، وتضم الفرقة من 6 أشخاص منهم 3 مطربين و2 عازفين ودرامرز.[14]
- كانت الفرقة تتكون من إيمان يونس وتزوجت وسافرت، بعدها جاءت منى عزيز[15] وتحسين يلمظ وممدوح قاسم ثم سافرت منى إلى سويسرا وتوفى تحسين يلمظ وصلاح جاهين وعبد الرحيم منصور وكل ذلك كان من أسباب عدم استمرارية الفرقة.
- عملت تدريب فوكاليز صوتي تحت إشراف الفنانة اسعاد يونس وإيمان يونس لعمل أفلام من إنتاج شركة إسعاد يونس للإنتاج السينمائي.[16]
- ابتعدت وأعتزلت منذ 2002 بسبب زوجها وأنجبها طفلا معاقًا[17] ما سبب لها أزمة كبيرة لم تتوقعها[18]، لتتحول تلك الفترة إلى نقطة فاصلة حياتها وعندما انتهى عدت مجددا، وعملت مع الفنان هاني شنودة لكن توقفت مرة أخرى بسبب مرض السكر، ولكنها عادت مرة ثانية سنة 2009.[19][20]